# Министерство иностранных и европейских дел Хорватии
Министерство иностранных дел и европейской интеграции Хорватии
— министерство в правительстве Хорватии, которое отвечает за внешние связи и вступление в Европейский Союз.

## Министры

### Министры иностранных дел
| Имя                      | Срок                              |
| ------------------------ | --------------------------------- |
| Здравко Мршич            | 31 мая — 8 ноября 1990            |
| Фране Винко Голем        | 8 ноября 1990 — 3 мая 1991        |
| Даворин Рудольф          | 3 мая — 31 июля 1991              |
| Звонимир Шепарович       | 31 июля 1991 — 27 мая 1992        |
| Зденко Шкрабало          | 9 июня 1992 — 28 мая 1993         |
| Мате Гранич              | 28 мая 1993 — 27 января 2000      |
| Тонино Пикула            | 27 января 2000 — 22 декабря 2003  |
| Миомир Жужул             | 23 декабря 2003 — 17 февраля 2005 |
| Колинда Грабар-Китарович | 17 февраля 2005 — 12 января 2008  |
| Гордан Яндрокович        | 13 января 2008 — 23 декабря 2011  |
| Весна Пусич              | 23 декабря 2011 — 22 января 2016  |
| Миро Ковач               | 22 января 2016 — 19 октября 2016  |
| Давор Штир               | 19 октября 2016 — 19 июня 2017    |
| Мария Пейчинович-Бурич   | 19 июня 2017 — 22 июля 2019       |
| Гордан Грлич-Радман      | с 22 июля 2019                    |

### Министры европейской интеграции
| Имя                      | Срок      |
| ------------------------ | --------- |
| Лерка Минтас-Ходак       | 1998—2000 |
| Иван Яковчич             | 2000—2001 |
| Невен Мимица             | 2001—2003 |
| Колинда Грабар-Китарович | 2003—2005 |